# Joseph Böhm (violinist)

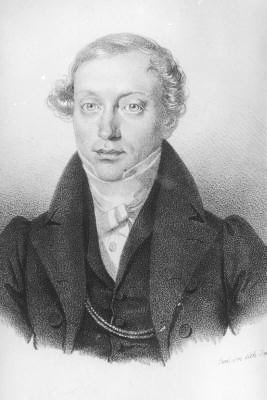
Joseph Böhm.

Joseph Böhm, född den 4 mars 1795 i Budapest, död den 28 mars 1876 i Wien, var en  österrikisk violinist.
Böhm konserterade redan vid 8 års ålder med sin far, handleddes därefter av fransmannen Rode och uppträdde 1815 med stor framgång i Wien. Han var 1819–1848 professor i violinspel vid konservatoriet där och 1821–1868 därjämte förste violinist i hovkapellet. Genom konsertresor utbredde Böhm sitt rykte som exekutör. Han var framstående även som lärare; bland hans elever kan nämnas Heinrich Wilhelm Ernst, Joseph Joachim, Miska Hauser och Eduard Rappoldi. Böhm komponerade inte mycket.